# Балленштедт
Балленштедт (нем. Ballenstedt) — город в Германии, в земле Саксония-Анхальт.
Входит в состав района Кведлинбург. Подчиняется управлению Балленштедт/Боде-Зельке-Ауэ. Население составляет 9241 человек (на 31 декабря 2014 года). Занимает площадь 57,03 км². Официальный код — 15 3 64 003.

## Галерея

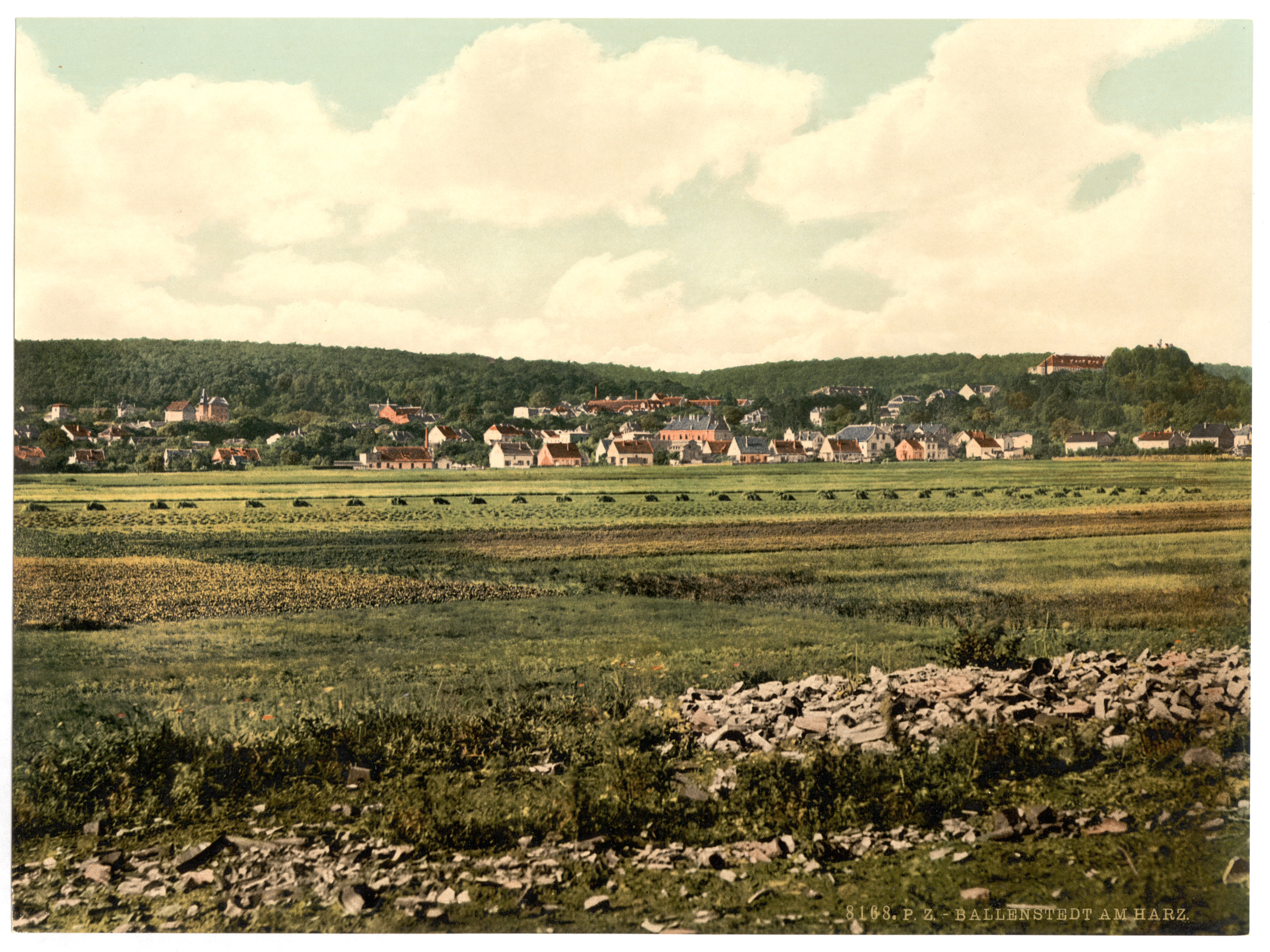
Город Балленштедт, около 1900 г.
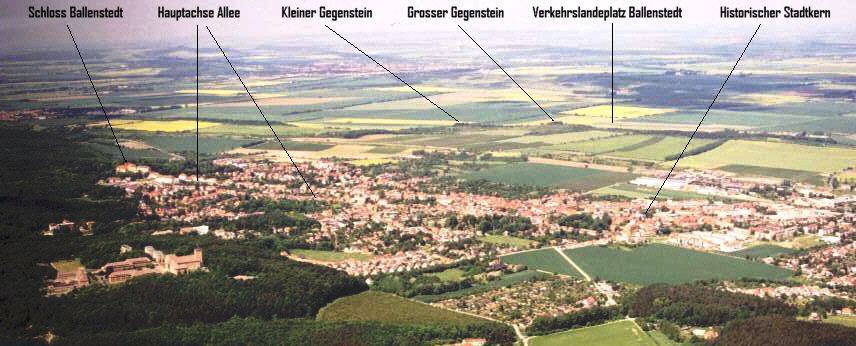
Балленштедт. Вид с городской антенны, 2001 г.
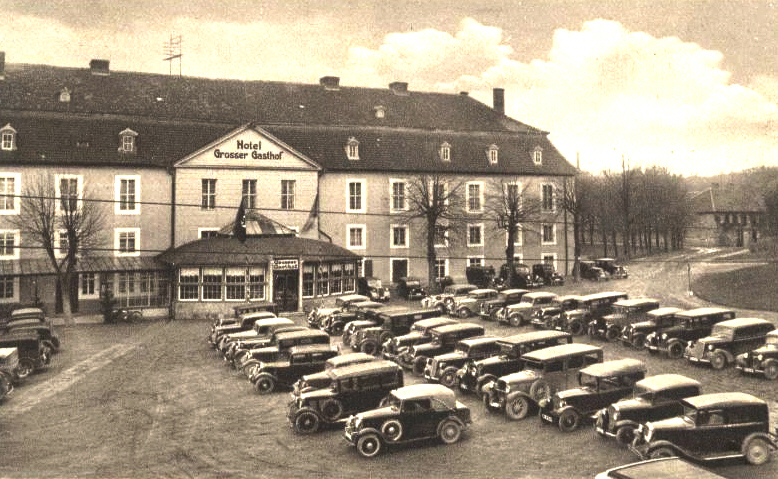
Гостиница «Grosser Gasthof», 1933–1945 гг.
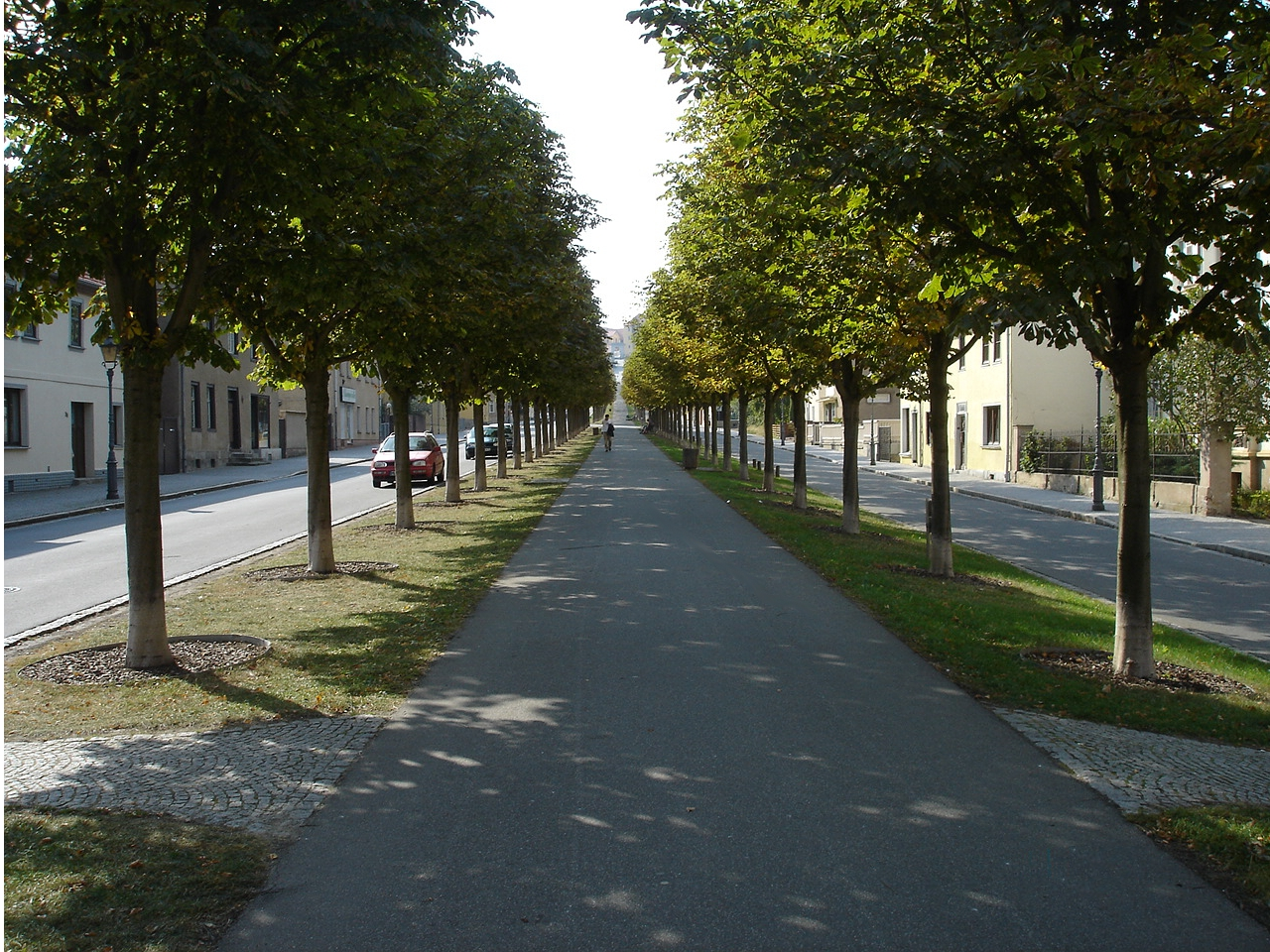
Городская аллея
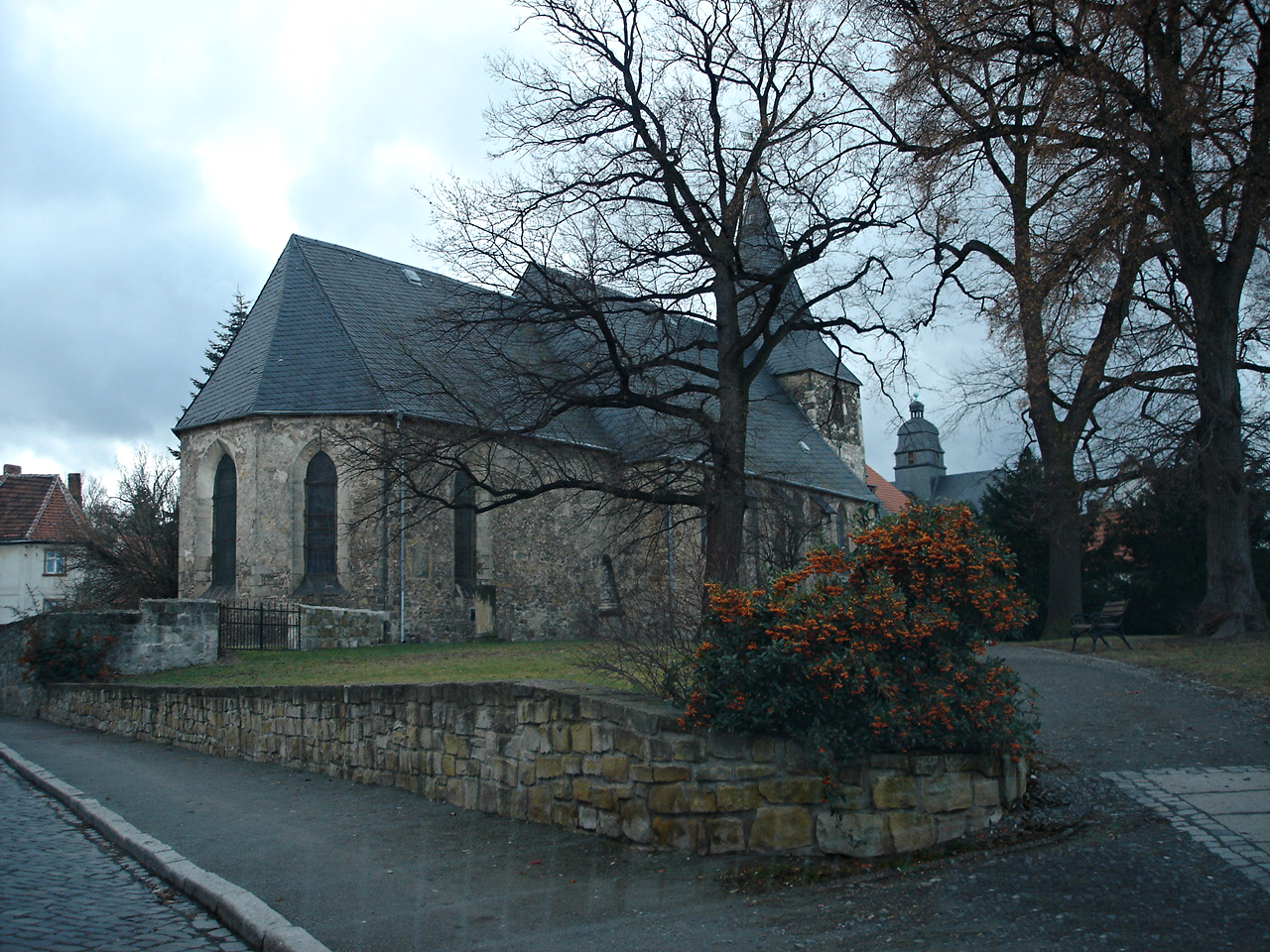
Лютеранская церковь св. Николая в старом городе